# Mayichi
Maite Carrillo (Pineda de Mar, Barcelona, 13 de noviembre de 1993), más conocida como Mayichi, es una streamer y youtuber española. Presidenta de 1K FC en la Queens League, Embajadora de OMENbyHP y Atleta gaming/esport de Red Bull.
Tiene en Twitch más de 1,7 millones de seguidores, siendo así de las streamers más seguidas (dentro del top 50 streamers de habla hispana). En YouTube tiene más de 488 mil suscriptores en su canal principal.

## Biografía
Nació el 13 de noviembre de 1993 en Pineda de Mar, Barcelona, España, ha vivido toda su vida en Tarrasa, Cataluña. También dice que es medio andaluza ya que su familia es de allí.
Jugaba videojuegos desde pequeña en cuanto tuvo su primera Gameboy a los 7 años, el juego que más horas jugó es World of Warcraft y su juego favorito es Final Fantasy X. 
Estudiaba para enfermería y tuvo paso por varios trabajos como fruterías, panadería, rosticería, tienda de maletas y más. Un día tuvo un sueño que hacía como un video en YouTube, aunque ella no sabía lo que era. Le explicaron qué era Twitch y desde entonces inició su carrera en dicha plataforma.

## Carrera

### Inicios (2015)
Creó su canal de Twitch el 21 de junio de 2015 con el nombre de Mayichi, nombre que viene de su nombre Maite. Su primer stream fue jugando al BioShock Infinite, stream que tuvo cero espectadores.
Cuando comenzó no conocía a ningún streamer, pero poco a poco fue viendo streamers de la plataforma y cuando conoció a Pokimane, le gustó mucho sus streams que hasta la tuvo como referente.
En sus inicios hacia mucho directo de League of Legends siendo su juego con más horas (+3000hs) en Twitch .
Tras 5 años de carrera llegó a pensar que no valía para esto y quizás lo debería dejar, pero no lo dejó y el año 2020 fue un antes y después para su carrera.
El 14 de abril de 2020 fue presentada como Community Manager de OMENbyHP España. En ese entonces ya tenía más de 50.000 seguidores en Twitch.

### Crecimiento (2020-2021)
En julio de 2020 fue participante de Elitecraft 2 una serie de streamers de Minecraft creada por ElRichMC, que duró más de un año. Donde Mayichi ganó mayor popularidad. Este año también Twitch tuvo un gran crecimiento con la época de Among Us, en la cual se juntaban personas como Ibai, Ander, Mayichi, Goncho, Cristinini y otros creadores de contenido compartirían discord para jugar con futbolistas como Courtois, Kun Agüero o Neymar, además de gente del mundo del freestyle como Papo, Blon, Bta y muchos otros. Al final del 2020 Mayichi llegó a los 500.000 seguidores.
2021 fue otro año de muchas series entre streamers. En enero de 2021 fue participante de Egoland una de las series más populares que hicieron en Twitch, donde a Mayichi le fue muy bien. Y en febrero estuvo en Arkadia otra serie donde la misma Mayichi fue la que impulsó la creación de la serie. También ha participado en Marbella Vice y Tortillaland. En junio Mayichi llegó al 1.000.000 de seguidores.

### Proyectos y eventos
En junio de 2021 Mayichi se une al club de esports Movistar Riders como creadora de contenido junto con Silithur, Moyorz, Gemita y más. Pero en diciembre del mismo año lo deja para unirse al nuevo club de esports KOI fundado por Ibai Llanos y Gerard Piqué. Donde fue creadora de contenido junto con Ander, Knekro, JuanSGuarnizo, NiaLakshart, Pandarina, Elisawaves, Karchez, Amph, Suzyroxx, Riobó, y Carola.
En marzo de 2022 se crea el proyecto de Girls & Gaming una casa de streamers ubicada en Andorra donde participan Gemita, Mayichi, Paracetamor, Zeling, Lakshart Nia, Lazypopa y Gonsabella.
Durante 2021 y 2022 Mayichi también colabora en varios proyectos con Amazon Prime Video donde incluso también fue conductora de su programa "Tenemos que hablar".
En enero de 2023 se une como Atleta Gaming/esports de Red Bull.
El 24 de febrero de 2023 se presenta la Queens League (una liga femenina de fútbol 7, con el mismo formato de la Kings League), donde Mayichi fue presentada como presidenta del equipo de 1K FC. Equipo del cual es presidente Iker Casillas en la Kings League.
El 27 de febrero de 2023 se anunció la Velada del año III, evento de boxeo organizado por Ibai Llanos que se realizó el 1 de julio de 2023 en el Estadio Cívitas Metropolitano. Donde Mayichi era el quinto combate y se enfrentaría a Amouranth. Pero esta última se bajaría del combate 5 días antes de la pelea y su reemplazante fue bajo el nombre de "La elegida" para darle cierto misterio. Finalmente en el ring se supo que era Samy Rivers, que ya participaba en otro combate anteriormente en el mismo evento.
El 22 de noviembre de 2023 presenta su proyecto llamado Red Bull Gaming Van, apoyado por marcas como Red Bull, Sony y OMENbyHP. Consiste en una furgoneta donde poder vivir con su setup para hacer directos y viajar por toda España en una ruta de 14 días para hacer distintos directos y videos de diferentes actividades con invitados. 

## Participaciones en otros medios

### Televisión
| Fecha                   | Programa              | Cadena                 | Notas    | Ref    |
| ----------------------- | --------------------- | ---------------------- | -------- | ------ |
| 29 de junio de 2021     | Hoy no se sale (5x20) | Ubeat                  | Invitada | [ 32 ] |
| 18 de noviembre de 2022 | Conecta2              | Radio Televisión Ceuta | Invitada | [ 33 ] |
| 6 de marzo de 2023      | Zona Franca (1x61)    | TV3                    | Invitada | [ 34 ] |

### Documentales
| Fecha                   | Nombre                                                        | Cadena/Programa              | Ref    |
| ----------------------- | ------------------------------------------------------------- | ---------------------------- | ------ |
| 17 de diciembre de 2021 | Mi historia: Cristinini                                       | YouTube / Domino's Originals | [ 35 ] |
| 14 de marzo de 2023     | Influencers: sobrevivir a las redes (T1 E3 - Sobreexposición) | Amazon Prime Video           | [ 36 ] |
| 31 de marzo de 2023     | Gamers, mujeres que se la juegan                              | Amazon Prime Video           | [ 37 ] |
| 29 de enero de 2024     | (IN)Voluntarios - (E3: En Palermo con Mayichi)                | RTVE Play                    | [ 38 ] |

### Vídeos musicales
| Fecha               | Canción                      | Artista         | Ref    |
| ------------------- | ---------------------------- | --------------- | ------ |
| 16 de junio de 2023 | Sin mis colegas no soy nadie | 1K, Omar Montes | [ 39 ] |
| 7 de mayo de 2024   | Memorias                     | Joaquín Garli   | [ 40 ] |

## Premios y nominaciones
| Año  | Premio           | Categoría | Resultado | Ref    |
| ---- | ---------------- | --------- | --------- | ------ |
| 2022 | ABOUT YOU Awards | Live      | Nominada  | [ 41 ] |
| 2022 | Woman Sport      | E-Sports  | Ganadora  | [ 42 ] |
| 2023 | GenZ Awards      | Gaming    | Nominada  | [ 43 ] |
| 2024 | Premios Ídolo    | Streamer  | Nominada  | [ 44 ] |